# 乔纳森·詹森
乔纳森·詹森（英語：Jonathan Janson，1930年10月5日—2015年11月29日），英国男子帆船运动员。他曾代表英国参加1956年和1960年夏季奥林匹克运动会帆船比赛，其中1956年奥运会获得一枚铜牌。